# 1954 en Norvège
Chronologie de la Norvège
- 1950
- 1951
- 1952
- 1953
- 1954
- 1955
- 1956
- 1957
- 1958

Cet article présente les faits marquants de l'année 1954 en Norvège ou relatifs à la Norvège.

## Gouvernance
- Haakon VII est roi de Norvège.
- Oscar Torp est le chef du gouvernement.

## Sport
- Les championnats du monde de patinage artistique 1954 ont lieu du 16 au 19 février 1954 au stade en plein air du Bislett à Oslo en Norvège.

## Culture
- Le Cirque Fandango (Cirkus Fandango), film norvégien réalisé par Arne Skouen, sorti en 1954.

## Décès
- Jacob Tullin Thams
- Märtha de Suède
- Oscar Mathisen